# بيت التام (بلاد الروس)

تعديل مصدري - تعديل

بيت التام هي إحدى قرى عزلة ربع اولاد حسن بمديرية بلاد الروس التابعة لمحافظة صنعاء، بلغ تعداد سكانها 125 نسمة حسب تعداد اليمن لعام 2004.